# 納豆汁

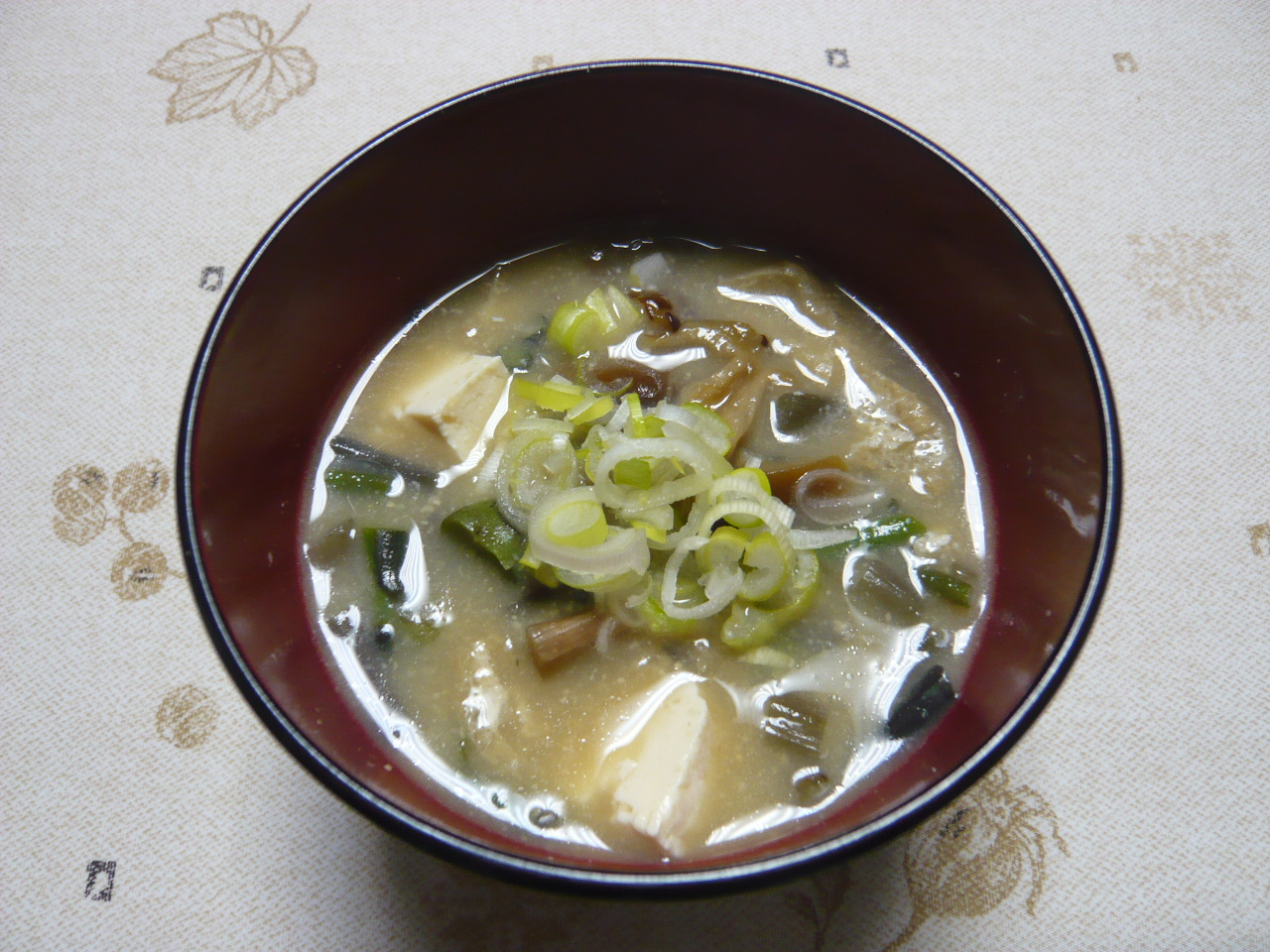
納豆汁

納豆汁（なっとうじる）とは、納豆を加えた味噌汁の一種である。
材料は、納豆、味噌、豆腐、油揚げ、野菜類などで、納豆は挽き割り納豆がよく用いられる。
俳句における「冬の季語」となっている。

## 概要
千利休の『利休百会記』の献立には、納豆汁が7回出された記録があり、豊臣秀吉も利休の茶会で納豆汁を食していた。
江戸時代において納豆の一般的な食べ方として各種の文献に記されており、江戸をはじめ日本各地で食べられていた。幕末の風俗史書『守貞漫稿』に、当時の状況が記述されている。また要約であるが、「寒い地方では野菜が不足しがちなので、納豆で補う。江戸では夏もこれを売る。汁にして煮るあるいは醤油をかけて食べる。京・大坂では、自家製だけで、店売りのものはあまり見かけない」とも記述されている。
| 「 | 納豆売り 大豆を煮て室に一夜してこれを売る。昔は冬のみ、近年夏もこれを売り巡る。汁に煮あるひは醤油をかけてこれを食す | 」 |

江戸においては、「納豆売り」が納豆汁の食材を売り歩いた。「叩き納豆」は、インスタント味噌汁のようなものであり「叩き潰した納豆」「青菜」「豆腐」がセットになっているため、出汁と味噌を溶いたお湯を注ぐだけで納豆汁となった。
毎朝「なっと〜ぉなっと」と呼び歩く「納豆売り」は、川柳で多く読まれるほど日常的なものであり、朝食に上がることが多かった。以下のような川柳がある。

納豆と蜆に朝寝おこされる
納豆を帯ひろ解けの人が呼び

江戸時代中期の文人・与謝蕪村は

朱にめづる根来折敷や納豆汁
朝霜や室の揚屋（あげや）の納豆汁
入道のよよとまゐりぬ納豆汁

という句を読んでおり、江戸時代に納豆をどのようにして食していたかを示す例となっている。
江戸においては納豆ご飯よりも一般的に食卓に上っていた。
この他にも

納豆汁腹あたたかに風寒し（正岡子規）
禅寺や丹田からき納豆汁（夏目漱石）
糟糠の妻が好みや納豆汁（高浜虚子）

などと詠まれている。

### レシピ
1643年『料理物語』の「納豆汁」には、

味噌をこくしてだしくはへよし。くきたうふいかにもこまかにきりてよし。小鳥をたゝき入吉。くきはよくあらひ出しさまに入。納豆はだしにてよくすりのべよし。すい口からし。柚。にんにく。

とのレシピがある。

## 地域性
東北地方の山形県や岩手県、秋田県などでは広く親しまれており、山形は山形市・新庄市・庄内町・酒田市・鶴岡市、岩手は湯田町（現：西和賀町）、秋田は湯沢市において地方料理として知られている。また秋田県や山形県の一部では正月の雑煮が納豆汁仕立てになる。熊本県、福岡県、大分県の一部地域では納豆雑煮が食されるが、納豆は汁の中ではなく別添えである。しかし納豆の消費量が全国1位の福島県福島市や水戸納豆で全国的に知られる茨城県水戸市では納豆汁の存在すら知らない者も多い。
岩手県
納豆味噌スープを作った後、更に納豆を具材として追加する。
南部地方では、せんべい汁に納豆を入れることもある。
山形県
納豆をペースト状にしたものを汁に入れる。
また、1月7日に七草粥の代わりに納豆汁を食べる風習がある。
郷土料理となっており、具の多い汁となっている。
秋田県（院内、湯沢市、横手市）
岩手県と山形県の中間といった具合。豆が細かく砕ける程度にすり潰した納豆を汁に溶き、具材はわらび等の山菜がふんだんに使われている。
ひきわり納豆の産地でもあるので、ひきわり納豆を入れることが多い。潰さなくてよいので、便利である。
県南では山形県寄りの文化が濃いせいか濃い納豆汁が多い。具には塩漬けのワラビやゼンマイ、キノコなど保存性の高い食材が用いられる。